# Peña Colorada, delstaten Mexiko
Peña Colorada är en ort i Mexiko, tillhörande kommunen Ixtapan del Oro i västra delen av delstaten Mexiko. Orten hade 104 invånare vid folkräkningen 2010.